# 石塚晴子
石塚 晴子（いしづか はるこ、1997年6月2日 - ）は、大阪府出身の陸上競技選手。専門は主に400m、800m、400mハードル。400mハードルの自己ベストは日本歴代7位・U20日本記録の56秒75、400mの自己ベストは日本学生歴代3位の53秒22。2015年北京世界選手権女子4×400mリレーの日本代表。ローソン所属。

## 経歴

### 中学生時代まで
大阪府出身。血液型はA型。
小学校時代は2年時から6年時まで週に1回、器械体操の教室に通っていたが、本人曰くクラスで一番下手だった。足は速くなく、運動会の学級対抗リレーでは控えばかりだったという。
新池中学校に進学すると、小さい頃から絵を描くのが好きだったので美術部に仮入部。しかし、クラブ見学で丁寧にドリルを教えてくれたこともあり、足に自信はなかったが陸上部に入部した。2年時までは合宿参加メンバーからも外れていたが、3年時の2012年には全日本中学校選手権の200mで準決勝に進出するまで成長し、自己ベストも200mは2012年中学ランク41位の25秒66、400mは同ランク8位の59秒56まで更新した。
高校進学を機にデザインの道へ進もうか迷うも、当時東大阪大学の学生だった三木汐莉（2011年アジア選手権400mハードル日本代表）や新宮美歩（2009年世界選手権4×400mリレー日本代表）らから「懸命に頑張れば日本一になれる」と説かれ、東大阪大敬愛高校に進学を決意。

### 高校生時代

#### 2013年
4月に東大阪大敬愛高校に進学。
インターハイ大阪府大会には400mと800mに出場したが、400mは府大会で敗退、800mは府大会を突破して近畿大会まで進出した。
大分インターハイは個人種目での出場はならなかったが、4×400mリレーで2走を務めて3位に貢献した。夏から400mハードルに取り組み始めた。

#### 2014年
1月には人数が足りなかったので駅伝（6km区間）を走った。
インターハイ近畿大会は400m2位、4×100mリレーはバトンミスで予選敗退に終わったが、800m、400mハードル、4×400mリレーの3冠に輝いた。400mハードルでは58秒43の高2歴代最高記録をマーク。
山梨インターハイでは400m、800m、400mハードル、4×400mリレーの4種目に出場し、5日間で計12レースを走った。インターハイ個人種目初出場となった初日の400mは、日本選手権で1位と2位に入った松本奈菜子と青山聖佳に次ぐ3位に。大会3日目には今季高校ランク1位の記録を持つ800mと400mハードルに出場だったが、4時間半の間に400mハードル準決勝、800m予選、400mハードル決勝、800m準決勝の4レースをこなさなければならなかった。しかし、400mハードル決勝では2位に入り、その約25分後に行われた800m準決勝では組1着で決勝進出を決めた。4日目の800mは2位に終わり個人種目の優勝は逃したが、最終日の4×400mリレーでは2走を務めて第63回大会以来となる優勝に貢献し、自身初の全国タイトルを獲得した。今大会で東大阪大敬愛高校は44点を獲得して女子総合優勝を果たしたが、石塚は個人種目だけで20点を獲得する活躍を見せた。

#### 2015年
6月のインターハイ近畿大会では大会初となる400m、800m、400mハードル、4×100mリレー、4×400mリレーの5冠を達成。計11レースを走ったが（両リレーは決勝のみ出場）、400mで自身初の53秒台（53秒97）をマークするなど、800m以外の4種目で大会記録を樹立した。
インターハイ近畿大会の5日後に行われた日本選手権では400mと800mと400mハードルに出場し、3種目全てで決勝に進出した。初日は400m予選のみだったが、2日目は400mハードル予選、800m予選、400m決勝の3レースを走り、400mハードル予選は高校歴代2位（当時）の57秒79で決勝に進出、400m決勝はインターハイ近畿大会でマークした自己ベストを0秒53も更新する高校歴代4位（当時）の53秒44をマークして3位に入った。最終日は800mと400mハードルの決勝2種目だったが、レースの間隔が25分しかなかったため、800mは棄権して高校記録に近い400mハードルに専念した。天気が悪かったことなどから予選よりもタイムを落として59秒74の7位に終わったが、第90回大会の定常銘美以来9年ぶりとなる同種目高校生入賞を果たした。
和歌山インターハイでは400m、800m、400mハードル、4×100mリレー、4×400mリレーの5種目に出場し、5日間で計14レースを走った。4×100mリレー以外の4種目で同年度高校ランク1位の記録を持ち、45年前の第23回大会で石野ますよが達成した女子最多タイトルの4冠（100m、200m、走幅跳、4×100mリレー）を超える5冠達成なるか注目された。初日は4レース走ったが、3レース目の400m決勝を大会新・ジュニア日本歴代5位・高校歴代4位の53秒30で制してインターハイ個人種目初タイトルを獲得。東大阪大敬愛高校の選手としては第62回大会の新宮美歩以来6年ぶりとなる同種目優勝を果たした。2日目は2レースだけで決勝種目はなかったが、2レース目の4×100mリレー準決勝で敗退して5冠達成はなくなった。3日目は再び4レースを走ることになったが、3レース目の400mハードル決勝を日本歴代10位・ジュニア日本新（ともに当時）・高校新・大会新記録の57秒09で制して2冠を達成すると、その約30分後には800m準決勝を走り組1着で決勝進出を決めた。4日目は2レースだけで、1レース目に3冠目がかかった800m決勝だったが、1500mを制した向井智香に敗れ2位に終わった。そして迎えた最終日、4×400mリレー準決勝と決勝の2レースでアンカーを務めて優勝に貢献し、3冠とともに連覇も達成した。今大会で東大阪大敬愛高校は63点を獲得して2連連続の女子総合優勝を果たすと、個人種目だけで23点を獲得して大会3冠を達成した石塚は女子最優秀選手に選出された。
8月の北京世界選手権4×400mリレー日本代表に選出され、女子選手では2009年ベルリン大会4×400mリレーの新宮美歩以来6年ぶりに世界選手権の高校生日本代表選手となった。インターハイに集中するため5月の世界リレーには参加せず、今回の世界選手権が初の世界大会となったが、4×400mリレー予選の3日前にリレーメンバーを決める選考レースで市川華菜に敗れ（バトンを持った状態でオープンレーンの400m。市川は52秒5、石塚は53秒4をマーク）、6年前の新宮美歩と同じく補欠として出番なしに終わった。

#### 2016年
3月には東大阪大敬愛高校のアンカーを務めたスウェーデンリレーと4×200mリレーで活躍。25日に村上平一郎記念大会のスウェーデンリレーで2分12秒19の日本高校最高記録（当時）樹立に貢献すると、30日と31日の北和記録会では4×200mリレーで1分38秒82の日本高校最高記録、スウェーデンリレーでも2分10秒06の日本高校最高記録樹立に貢献した。

### 大学生時代

#### 2016年
4月に東大阪大学に進学。
5月8日にゴールデングランプリ川崎の400mハードルでジュニア選手初の56秒台となる56秒75をマーク。自身が昨年樹立した従来のジュニア日本記録（57秒09）を更新し、日本歴代7位、日本学生歴代5位にランクインした。
5月12日に開幕した関西インカレ（関西学生選手権）は400m、800m、400mハードル、4×100mリレー、4×400mリレーの5種目に出場した。13日の400m決勝では自己ベストおよび従来の関西学生記録を上回る53秒22をマークするも、53秒07の関西学生記録を樹立して優勝した青山聖佳に敗れ2位に終わった（従来の関西学生記録は青山聖佳の53秒33）。残りの個人種目は400mハードル決勝を58秒87、約40分後に行われた800m決勝を2分12秒32でそれぞれ制して大会2冠を達成したが、リレー2種目は決勝に進出するも表彰台を逃した。
6月のアジアジュニア選手権には日本代表選手団の女子キャプテンとして臨み、400mと400mハードルに出場した。4日の400m決勝は1位と1秒55差の3位（55秒40）で銅メダルを獲得すると、6日の400mハードル決勝は57秒91で制して金メダルを獲得した。
アジアジュニア選手権の約1週間後には日本学生個人選手権の400mハードルに出場すると、11日の準決勝で58秒40、翌日の決勝は58秒66と、両ラウンドで今大会唯一の58秒台をマークして優勝し、大学の全国タイトルを初めて獲得した。
6月下旬の日本選手権には400mと400mハードルに出場。両種目で決勝に進出すると、25日の400m決勝は54秒67の4位で2大会連続の表彰台は逃したが、26日の400mハードル決勝は57秒88の3位で初の表彰台に上った。この結果、リオデジャネイロオリンピックの4×400mリレー日本代表候補に選出（日本が出場権を獲得できれば正式に日本代表となる）。リレーの出場権を獲得するには、2015年1月1日から2016年7月11日の期間内にマークした上位2レースのタイムの合計で世界ランキング16位以内に入る必要があった。7月4日時点で17位だった日本はランキングを上げるため、ラストチャンスとなった7月10日と11日の大阪選手権で計3レースを実施。石塚は全レースで2走を務め、11日の1レース目では3分30秒91の好タイムに貢献したが、世界ランキング16位圏内に浮上することはできなかった。
7月19日に開幕した世界U20選手権には400mと400mハードルに出場すると、400mは19日の予選で敗退した（55秒20）。出場選手の中で4番目の自己ベスト（56秒75）を持っていた400mハードルは、20日の予選を58秒66で突破したが、翌日の準決勝は58秒55で組3着（全体11位）に終わり、タイムで拾われて決勝に進出するには0秒22及ばなかった。

#### 2017年
大学を1年間休学することを4月2日に自身のツイッターで発表した。
10月からローソンに入社して競技を続けることを、10月9日に自身のツイッターで発表した。

## 人物・エピソード
- 両親と2人の兄を持つが、陸上とは縁がないという。
- オフには似顔絵やイラストを描いている。運動は水泳や球技など苦手で、「もしも陸上をしていなかったら漫画やアニメが好きな女子高生だったと思う」という。
- 中学3年時に東大阪大敬愛高校へ練習に行った際、当時東大阪大学の学生だった三木汐莉や新宮美歩らがその走りを見て「絶対に世界に行ける[2]」「私たちより絶対強くなる」と、その能力を絶賛した。
- 400m、800m、400mハードル、更に1500mなど複数種目をこなすが、一番思い入れのある種目は「高3のインターハイ400mで優勝、憧れの4×400mリレーメンバーに入って高校記録を作りたいと思ったのが東大阪大敬愛高校に入ったきっかけ」という400m。

## 自己ベスト
記録欄の（　）内の数字は風速（m/s）で、+は追い風を意味する。
| 種目         | 記録          | 年月日         | 場所   | 備考                                 |
| 屋外         | 屋外          | 屋外           | 屋外   | 屋外                                 |
| ------------ | ------------- | -------------- | ------ | ------------------------------------ |
| 100m         | 12秒18 (+1.0) | 2016年10月18日 | 大阪市 |                                      |
| 200m         | 24秒23 (+0.7) | 2016年5月5日   | 奈良市 |                                      |
| 400m         | 53秒22        | 2016年5月13日  | 大阪市 | 日本学生歴代3位 U20日本歴代5位       |
| 800m         | 2分06秒98     | 2015年5月3日   | 袋井市 |                                      |
| 1500m        | 4分35秒54     | 2015年4月26日  | 大阪市 |                                      |
| 400mハードル | 56秒75        | 2016年5月8日   | 川崎市 | 日本歴代7位 関西学生記録 U20日本記録 |

## 主要大会成績
備考欄の記録は当時のもの

### 国際大会
| 年         | 大会                 | 場所             | 種目      | 結果   | 記録            | 備考                          |
| ---------- | -------------------- | ---------------- | --------- | ------ | --------------- | ----------------------------- |
| 2015 (高3) | デカネーション       | パリ             | 400m      | 7位    | 54秒64          |                               |
| 2015 (高3) | デカネーション       | パリ             | メドレーR | 2位    | 1分56秒55 (2走) | 男女混合リレー (オープン種目) |
| 2016 (大1) | アジアジュニア選手権 | ホーチミン       | 400m      | 3位    | 55秒40          |                               |
| 2016 (大1) | アジアジュニア選手権 | ホーチミン       | 400mH     | 優勝   | 57秒91          |                               |
| 2016 (大1) | 世界U20選手権        | ブィドゴシュチュ | 400m      | 予選   | 55秒20          |                               |
| 2016 (大1) | 世界U20選手権        | ブィドゴシュチュ | 400mH     | 準決勝 | 58秒55          |                               |
| 2017 (大1) | ニトロアスレチックス | メルボルン       | 2x300mR   | 5位    | 75秒29 (1走)    | 男女混合リレー                |
| 2017 (大1) | ニトロアスレチックス | メルボルン       | 4x400mR   | 3位    | 3分24秒53 (2走) | 男女混合リレー                |
| 2017 (大1) | ニトロアスレチックス | メルボルン       | メドレーR | 5位    | 4分49秒38 (1走) | 男女混合リレー                |

### 日本選手権
リレー種目は日本選手権リレーの成績
| 年         | 大会    | 場所     | 種目    | 結果 | 記録            | 備考          |
| ---------- | ------- | -------- | ------- | ---- | --------------- | ------------- |
| 2013 (高1) | 第97回  | 横浜市   | 4x400mR | 予選 | 3分48秒91 (2走) |               |
| 2014 (高2) | 第98回  | 福島市   | 400m    | 8位  | 56秒21          |               |
| 2014 (高2) | 第98回  | 横浜市   | 4x100mR | 7位  | 46秒76 (3走)    |               |
| 2014 (高2) | 第98回  | 横浜市   | 4x400mR | 優勝 | 3分39秒24 (2走) |               |
| 2015 (高3) | 第99回  | 新潟市   | 400m    | 3位  | 53秒44          | 自己ベスト    |
| 2015 (高3) | 第99回  | 新潟市   | 800m    | 決勝 | DNS             | 予選2分08秒39 |
| 2015 (高3) | 第99回  | 新潟市   | 400mH   | 7位  | 59秒74          |               |
| 2015 (高3) | 第99回  | 横浜市   | 4x100mR | 予選 | 46秒68 (4走)    |               |
| 2015 (高3) | 第99回  | 横浜市   | 4x400mR | 優勝 | 3分39秒55 (3走) |               |
| 2016 (大1) | 第100回 | 名古屋市 | 400m    | 4位  | 54秒67          |               |
| 2016 (大1) | 第100回 | 名古屋市 | 400mH   | 3位  | 57秒88          |               |
| 2016 (大1) | 第100回 | 横浜市   | 4x400mR | 予選 | 3分48秒30 (2走) |               |
| 2017       | 第101回 | 大阪市   | 400mH   | 予選 | 1分01秒07       |               |

### その他
| 年         | 大会                     | 場所       | 種目    | 結果   | 記録            | 備考                      |
| ---------- | ------------------------ | ---------- | ------- | ------ | --------------- | ------------------------- |
| 2012 (中3) | 全日本中学校選手権       | 千葉市     | 200m    | 準決勝 | 26秒21 (-1.1)   |                           |
| 2013 (高1) | インターハイ             | 大分市     | 4x400mR | 3位    | 3分42秒61 (2走) |                           |
| 2013 (高1) | 日本ユース選手権         | 名古屋市   | 400m    | 予選   | 56秒65          |                           |
| 2013 (高1) | 日本ユース選手権         | 名古屋市   | 4x100mR | 予選   | 48秒02 (2走)    |                           |
| 2014 (高1) | 日本ジュニア室内大阪     | 大阪市     | 1500m   | 6位    | 4分42秒03       |                           |
| 2014 (高2) | インターハイ             | 甲府市     | 400m    | 3位    | 54秒63          |                           |
| 2014 (高2) | インターハイ             | 甲府市     | 800m    | 2位    | 2分09秒61       |                           |
| 2014 (高2) | インターハイ             | 甲府市     | 400mH   | 3位    | 59秒02          |                           |
| 2014 (高2) | インターハイ             | 甲府市     | 4x400mR | 優勝   | 3分39秒17 (2走) |                           |
| 2014 (高2) | 全国高校選抜             | 大阪市     | 300m    | 優勝   | 38秒56          | 大会記録                  |
| 2014 (高2) | 日本ユース選手権         | 名古屋市   | 400m    | 優勝   | 54秒77          |                           |
| 2014 (高2) | 日本ユース選手権         | 名古屋市   | 400mH   | 2位    | 1分00秒16       |                           |
| 2014 (高2) | 日本ユース選手権         | 名古屋市   | 4x100mR | 3位    | 47秒10 (4走)    |                           |
| 2014 (高2) | 国民体育大会             | 諫早市     | 800m    | 優勝   | 2分07秒84       |                           |
| 2015 (高2) | 日本ジュニア室内大阪     | 大阪市     | 1500m   | 優勝   | 4分35秒73       |                           |
| 2015 (高3) | 織田記念国際             | 広島市     | 400m    | 4位    | 54秒84          |                           |
| 2015 (高3) | 静岡国際                 | 袋井市     | 800m    | 優勝   | 2分06秒98       | 自己ベスト                |
| 2015 (高3) | 静岡国際                 | 袋井市     | 400mH   | 3位    | 58秒87          |                           |
| 2015 (高3) | 木南記念                 | 大阪市     | 400mH   | 優勝   | 58秒06          |                           |
| 2015 (高3) | 南部記念                 | 札幌市     | 4x400mR | 優勝   | 3分38秒18 (4走) |                           |
| 2015 (高3) | インターハイ             | 和歌山市   | 400m    | 優勝   | 53秒30          | 大会記録 自己ベスト       |
| 2015 (高3) | インターハイ             | 和歌山市   | 800m    | 2位    | 2分07秒20       |                           |
| 2015 (高3) | インターハイ             | 和歌山市   | 400mH   | 優勝   | 57秒09          | ジュニア日本記録 高校記録 |
| 2015 (高3) | インターハイ             | 和歌山市   | 4x100mR | 準決勝 | 46秒85 (4走)    |                           |
| 2015 (高3) | インターハイ             | 和歌山市   | 4x400mR | 優勝   | 3分40秒76 (4走) |                           |
| 2015 (高3) | 国民体育大会             | 和歌山市   | 400m    | 2位    | 54秒44          |                           |
| 2015 (高3) | 国民体育大会             | 和歌山市   | 800m    | 3位    | 2分07秒82       |                           |
| 2015 (高3) | 国民体育大会             | 和歌山市   | 4x100mR | 5位    | 45秒88 (3走)    |                           |
| 2015 (高3) | 日本ジュニア選手権       | 名古屋市   | 200m    | 7位    | 24秒48 (+0.4)   |                           |
| 2015 (高3) | 日本ジュニア選手権       | 名古屋市   | 400m    | 2位    | 54秒21          |                           |
| 2016 (高3) | 日本ジュニア室内大阪     | 大阪市     | 1500m   | 5位    | 4分37秒28       |                           |
| 2016 (大1) | 静岡国際                 | 袋井市     | 400m    | 2位    | 54秒79          |                           |
| 2016 (大1) | 静岡国際                 | 袋井市     | 400mH   | 6位    | 59秒63          |                           |
| 2016 (大1) | ゴールデングランプリ川崎 | 川崎市     | 400mH   | 3位    | 56秒75          | ジュニア日本記録          |
| 2016 (大1) | 関西インカレ             | 大阪市     | 400m    | 2位    | 53秒22          | 自己ベスト                |
| 2016 (大1) | 関西インカレ             | 大阪市     | 800m    | 優勝   | 2分12秒32       |                           |
| 2016 (大1) | 関西インカレ             | 大阪市     | 400mH   | 優勝   | 58秒87          |                           |
| 2016 (大1) | 関西インカレ             | 大阪市     | 4x100mR | 6位    | 46秒86 (4走)    |                           |
| 2016 (大1) | 関西インカレ             | 大阪市     | 4x400mR | 5位    | 3分44秒92 (2走) |                           |
| 2016 (大1) | 日本学生個人選手権       | 平塚市     | 400mH   | 優勝   | 58秒66          |                           |
| 2016 (大1) | 日本インカレ             | 熊谷市     | 400m    | 4位    | 54秒32          |                           |
| 2016 (大1) | 日本インカレ             | 熊谷市     | 400mH   | 2位    | 56秒81          |                           |
| 2016 (大1) | 日本インカレ             | 熊谷市     | 4x100mR | 予選   | 47秒41 (4走)    |                           |
| 2016 (大1) | 日本インカレ             | 熊谷市     | 4x400mR | 予選   | 3分48秒09 (2走) |                           |
| 2016 (大1) | 国民体育大会             | 北上市     | 400m    | 6位    | 55秒79          |                           |
| 2016 (大1) | 日本ジュニア選手権       | 名古屋市   | 400m    | 3位    | 55秒01          |                           |
| 2016 (大1) | 日本ジュニア選手権       | 名古屋市   | 400mH   | 優勝   | 58秒78          |                           |
| 2017       | マウント・サック・リレー | トーランス | 400mH   | 決勝   | 1分01秒96       |                           |